# Eamonn McCann
Eamonn McCann (Derry, 10 marzo 1943) è un giornalista, scrittore e attivista britannico.

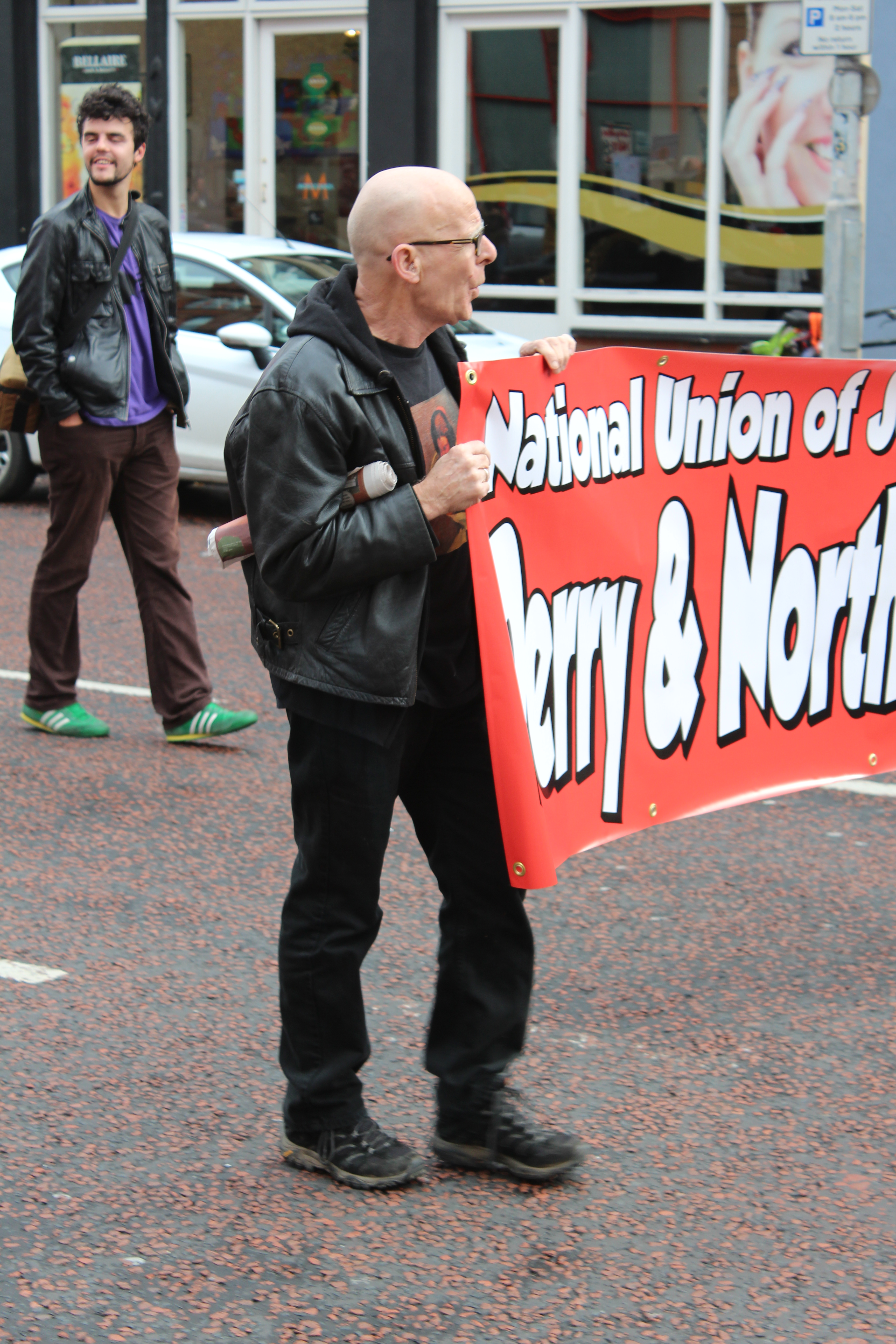
Eamonn McCann all'Anti-Austerity March, Belfast, ottobre 2012

È stato uno degli organizzatori della marcia contro l'internamento senza processo che, il 30 gennaio 1972, a Derry, diede origine ai fatti del Bloody Sunday.

## Biografia

### Primi anni
Eamonn McCann è nato nel 1943 in una famiglia profondamente cattolica ma anche profondamente socialista (soprattutto suo padre, un sindacalista che andava a messa tutte le mattine) di Rossville Street, nel quartiere cattolico del Bogside, dove ha praticamente sempre vissuto. Dopo aver studiato al St.Columb's College in città, ha proseguito gli studi a Belfast, alla Queen's University, dove divenne presidente della Literary And Scientific Society.
All'università McCann cominciò ad interessarsi attivamente alla politica e, per un certo periodo negli anni '60, militò nell'Irish Workers Group, un'organizzazione di ispirazione trotskista. Quando, nella seconda metà degli anni '60, si sviluppò un movimento per i diritti civili in Irlanda del Nord, McCann fu tra i fondatori del Derry Housing Action Committee (un gruppo radicale che incentrava la sua attività sui problemi dell'accesso all'edilizia popolare), che, insieme alla Northern Ireland Civil Rights Association (NICRA), organizzò la marcia da Belfast a Derry che, il 5 ottobre 1968, venne attaccata da estremisti protestanti spalleggiati dalla Royal Ulster Constabulary e dai B-Specials (corpo di polizia ausiliaria composto da soli protestanti in seguito abolito) nei pressi del Burntollet Bridge, vicino Derry. L'attacco alla marcia (ripreso dalla televisione) è considerato uno dei momenti fondamentali della storia della provincia e molti lo indicano come l'inizio dei Troubles.
In quegli anni McCann era uno dei personaggi più noti di Derry, partecipando a tutti gli eventi significativi del periodo, come la "Battaglia del Bogside" dell'agosto 1969 o la marcia che, il 30 gennaio 1972, scatenò gli eventi del Bloody Sunday.

### Giornalista e scrittore
In seguito ha collaborato con numerosi giornali e riviste, tra cui il Sunday World. Ora scrive per il Derry Journal e il Belfast Telegraph, oltre a collaborare con il Guardian e a essere frequentemente usato come commentatore dalla RTE (Raidió Teilifís Éireann) e dalla BBC.
McCann ha scritto cinque libri, due sul Bloody Sunday (Bloody Sunday: What Really Happened e The Bloody Sunday Inquiry: The Families Speak Out) e tre sulla situazione politica e sulla società nordirlandese (War and Peace in Northern Ireland, Dear God - The Price Of Religion In Ireland e soprattutto la sua opera più nota, War And An Irish Town).

### Attività politica
McCann, trotskista e ateo convinto, è un importante membro del Socialist Workers Party ed è stato candidato in varie elezioni nel 2004, 2005 e 2007 per la Socialist Environmental Alliance (comprendente, oltre l'SWP, il Communist Party of Ireland e il Newtownabbey Labour Party). Negli anni '70 era stato anche candidato per il Northern Ireland Labour Party. È anche presidente della sezione di Derry della National Union of Journalists (il sindacato dei giornalisti) e vicepresidente del Derry Trades Council, oltre a prestare il suo sostegno e la sua notevole abilità oratoria a numerose cause (come il diritto all'aborto, i diritti degli immigrati e il diritto al matrimonio per gli omosessuali).
McCann è stato un costante critico della politica irlandese in generale e nordirlandese in particolare, basata secondo lui troppo sull'identità culturale e troppo poco su un'analisi di classe.

### Vita privata
McCann ha avuto due figli, Kitty e Luke, da Mary Holland, giornalista dell’Observer e dell’Irish Times, sua compagna per lungo tempo. Ha un'altra figlia, Matty, nata dalla relazione con Goretti Horgan (professoressa universitaria e membro anche lei del SWP), sua attuale compagna.
È tifosissimo del Derry City FC.

## Nel cinema
Nel film Bloody Sunday, vincitore dell'Orso d'oro al Festival di Berlino del 2002, diretto da Paul Greengrass, che rievoca i fatti del 30 gennaio 1972 a Derry, è interpretato dall'attore Gerard Crossan.